# Рибаки (Ітуруп)
Рибаки (рос. Рыбаки) — село у Курильському міському окрузі Сахалінської області Російської Федерації.
Населення становить 23 особи (2013).

## Історія
З 1905 по 3 вересня 1945 року у складу губернаторства Карафуто Японії, відтак у складі Курильського міського округу Сахалінської області.

## Населення
| 2002 | 2010 |
| ---- | ---- |
| 20   | ↗23  |